# 5384 Changjiangcun
5384 Changjiangcun (tên chỉ định: 1957 VA) là một Vành đai tiểu hành tinh. Nó được phát hiện bởi Zhang Jiaxiang ở Đài thiên văn Tử Kim Sơn ngày 11 tháng 11 năm 1957. Nó được đặt tên cho Changjiangcun, một làng ở Giang Tô.